# نادي العروبة (السعودية)
نادي العروبة السعودي لكرة القدم هو ناد رياضي سعودي يقع مقره في مدينة سكاكا شمال السعودية. بدأ تحت التأسيس في العام 1975م تحت مسمى فريق النجمة وتم تأسيس النادي عام 1995 تحت اسم العروبة ، ويرمز شعار النادي إلى الزيتون والذي تشتهر به مدينة سكاكا ومنطقة الجوف عموماً ومنها استوحى النادي ألوانه.

## الوان شعار النادي
يتكون شعار النادي من ثلاثة الوان: الأصفر - الأخضر - الأزرق ولذلك يلقب بـ "برازيل الشمال"

## تشكيلة الفريق الحالية
مصدر
ملاحظة: تشير الأعلام إلى المنتخب بحسب قواعد الأهلية المعتمدة من قبل الفيفا؛ تنطبق بعض الاستثناءات المحدودة. وقد يحمل اللاعبون أكثر من جنسية لا تعترف بها الفيفا.
| الرقم | البلد      | المركز | اللاعب                                  |
| ----- | ---------- | ------ | --------------------------------------- |
| 1     | السعودية   | حارس   | رافع الرويلي                            |
| 3     | المغرب     | مدافع  | إسماعيل قندوس (معار من نادي خنت)        |
| 4     | السعودية   | مدافع  | زياد الحنيطي                            |
| 5     | فرنسا      | مدافع  | كورت زوما (معار من وست هام)             |
| 6     | السعودية   | وسط    | محمد القرني                             |
| 7     | آيسلندا    | وسط    | يوهان بيرغ غودموندسون                   |
| 8     | ساحل العاج | وسط    | جون ميشيل سيري                          |
| 9     | ويلز       | مهاجم  | براد يونغ                               |
| 11    | السعودية   | وسط    | حامد المقاطي                            |
| 12    | السعودية   | مدافع  | نواف القميري (معار من نادي الطائي)      |
| 13    | السعودية   | مدافع  | إبراهيم الزبيدي                         |
| 18    | السعودية   | مدافع  | عبد الملك الشمري (معار من نادي التعاون) |
| 20    | السعودية   | مدافع  | نواف المطيري                            |
| 21    | غانا       | مهاجم  | إيمانويل بواتينغ                        |

| الرقم | البلد    | المركز | اللاعب                                   |
| ----- | -------- | ------ | ---------------------------------------- |
| 22    | السعودية | حارس   | سعود الرويلي U19                         |
| 27    | السعودية | وسط    | فواز الطريس                              |
| 28    | بلجيكا   | حارس   | غايتان كوكي                              |
| 29    | السعودية | مهاجم  | فهد الزبيدي (معار من نادي النصر)         |
| 32    | السعودية | وسط    | سطام الروقي (معار من نادي التعاون)       |
| 33    | السعودية | مدافع  | حسين الشويش                              |
| 37    | إسبانيا  | وسط    | كريستيان تيو                             |
| 66    | السعودية | مدافع  | محمد برناوي U19 (معار من نادي الهلال)    |
| 70    | السعودية | مدافع  | عبد الرحمن العنزي (معار من نادي الفيحاء) |
| 73    | كرواتيا  | وسط    | كارلو موهار                              |
| 77    | السعودية | حارس   | عبد الباري الدرعان U19                   |
| 80    | السعودية | وسط    | فهد الرشيدي                              |
| 88    | السعودية | وسط    | عبد العزيز الفهيقي                       |
| 90    | السعودية | مهاجم  | محمد الصيعري                             |

### المعارون
ملاحظة: تشير الأعلام إلى المنتخب بحسب قواعد الأهلية المعتمدة من قبل الفيفا؛ تنطبق بعض الاستثناءات المحدودة. وقد يحمل اللاعبون أكثر من جنسية لا تعترف بها الفيفا.
| الرقم | البلد    | المركز | اللاعب                             |
| ----- | -------- | ------ | ---------------------------------- |
| 15    | السعودية | مهاجم  | فراج الراشد (معار إلى نادي الجندل) |

| الرقم | البلد    | المركز | اللاعب                             |
| ----- | -------- | ------ | ---------------------------------- |
| 19    | السعودية | مهاجم  | عمر الشراري (معار إلى نادي الجندل) |

## وصلات خارجية
- الموقع الرسمي
 (بالعربية)